# 鈴木哲也 (歯学者)
鈴木 哲也（すずき てつや、1954年 - ）は、日本の歯学者。専門は歯科補綴学。東京医科歯科大学歯学部附属病院特任教授。東京医科歯科大学名誉教授。歯学博士（東京医科歯科大学）。

## 略歴
1954年（昭和29年）生まれ。1973年（昭和48年）静岡県立静岡高等学校卒業。1980年、東京医科歯科大学歯学部卒業。1985年、同大学大学院歯学研究科（歯科補綴学）修了。歯学博士。同、歯科補綴学第三講座助手。1997年、オハイオ州立大学客員助教授。2001年、東京医科歯科大学大学院摂食機能評価学分野助教授。2005年、岩手医科大学歯学部歯科補綴学第一講座教授。2011年、東京医科歯科大学歯学部口腔保健工学専攻教授。2015年、同大学院口腔機能再建工学分野教授。2020年、東京医科歯科大学を定年退職、名誉教授。広島大学客員教授、岩手医科大学非常勤講師。
日本補綴歯科学会専門医、指導医。日本老年歯科医学会 専門医、指導医。日本歯科理工学会 Dental Materials Senior Adviser。日本義歯ケア学会義歯ケアマイスター。

## 主な著書
単著
- 『よい義歯だめな義歯 : 鈴木哲也のコンプリートデンチャー17のルール』 クインテッセンス出版、2011年11月、ISBN 978-4-7812-0232-7。

共著
- 『コンプリートデンチャー : 鈴木哲也のマスター1 : ランクアップのための知恵と技』 鈴木哲也, 古屋純一 著、デンタルダイヤモンド社　2017年4月、ISBN 978-4-88510-375-9。
- 『鈴木哲也のよい義歯だめな義歯2 : 咬合採得と咬合調整で失敗しないためのコンプリートデンチャー4ステップ12ルール』 鈴木哲也, 古屋純一 著、クインテッセンス出版、2021年7月、ISBN 978-4-7812-0821-3。